# Benjamin Lincoln

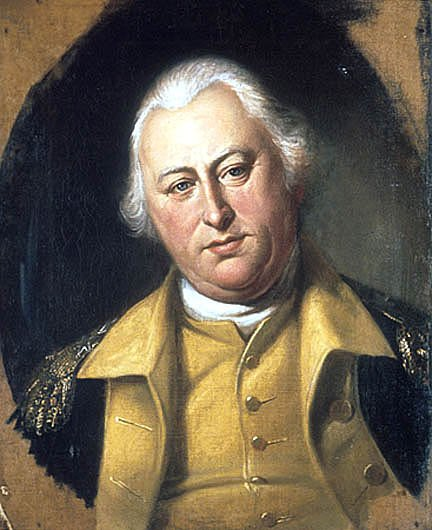
Benjamin Lincoln. Gemälde von Charles Willson Peale um 1784.

Benjamin Lincoln (* 24. Januar 1733 in Hingham, Province of Massachusetts Bay, Kolonie des Königreichs Großbritannien; † 9. Mai 1810 in Hingham, Massachusetts, USA) war ein amerikanischer General im Amerikanischen Unabhängigkeitskrieg.
Lincoln wurde in einer Farmerfamilie in der puritanischen Kleinstadt Hingham geboren. Sein Ur-Ur-Großvater gehörte zu den Stadtgründern und sein Vater, der ebenfalls Benjamin hieß, hatte fast alle wichtigen Ämter der Stadt inne. Er folgte den Fußstapfen seines Vaters in dessen lokalem Büro. Außerdem arbeitete er sich in der lokalen Miliz bis zum Oberstleutnant hinauf (1776). 1776 wurde er Brigadegeneral und am 19. Februar 1777 Generalmajor und Kommandeur aller Massachusetts-Truppen im Bostoner Gebiet. Nach der britischen Evakuierung Bostons schloss sich Lincoln General George Washington an und kommandierte den rechten Flügel in der Schlacht von White Plains. Kurz nach den Kampfhandlungen bei Fort Independence wurde er zum Generalmajor in der Kontinentalarmee ernannt.
Lincoln ging mit General Washington nach Süden und wurde dann zum Nördlichen Departement der Kontinentalarmee geschickt, um bei der Abwehr von General John Burgoynes Saratoga-Feldzug zu helfen. Nachdem er sich von mehreren Verwundungen erholt hatte, wurde Lincoln im September 1778 Kommandeur des Südlichen Departements der Kontinentalarmee. Er schaffte es nicht, Georgia zurückzuerobern, und musste am 12. Mai 1780 in Charleston (South Carolina) kapitulieren. Nachdem er ausgetauscht worden war, kehrte er bald in Washingtons Hauptgruppe der Kontinentalarmee zurück, führte sie gleich wieder nach Süden nach Virginia und spielte eine Hauptrolle bei der Kapitulation von Charles Cornwallis nach der Schlacht von Yorktown am 20. Oktober 1781. Ebenfalls 1781 wurde er in die American Academy of Arts and Sciences gewählt.
Lincoln half 1787 Shays Rebellion nieder zu schlagen, plädierte jedoch später für Gnade bei den festgenommenen Aufständischen. Nach dem Krieg blieb er in verschiedenen Funktionen aktiv im öffentlichen Leben, unter anderem als Verteidigungssekretär, bis er sich 1809 zur Ruhe setzte.

## Ehrungen
Nach ihm sind die Städte wie Lincoln im Bundesstaat Vermont und Lincolnton sowie Countys z. B.
- Lincoln County (Georgia)
- Lincoln County (Kentucky)
- Lincoln County (Missouri)
- Lincoln County (North Carolina)
- Lincoln County (Tennessee)

benannt.

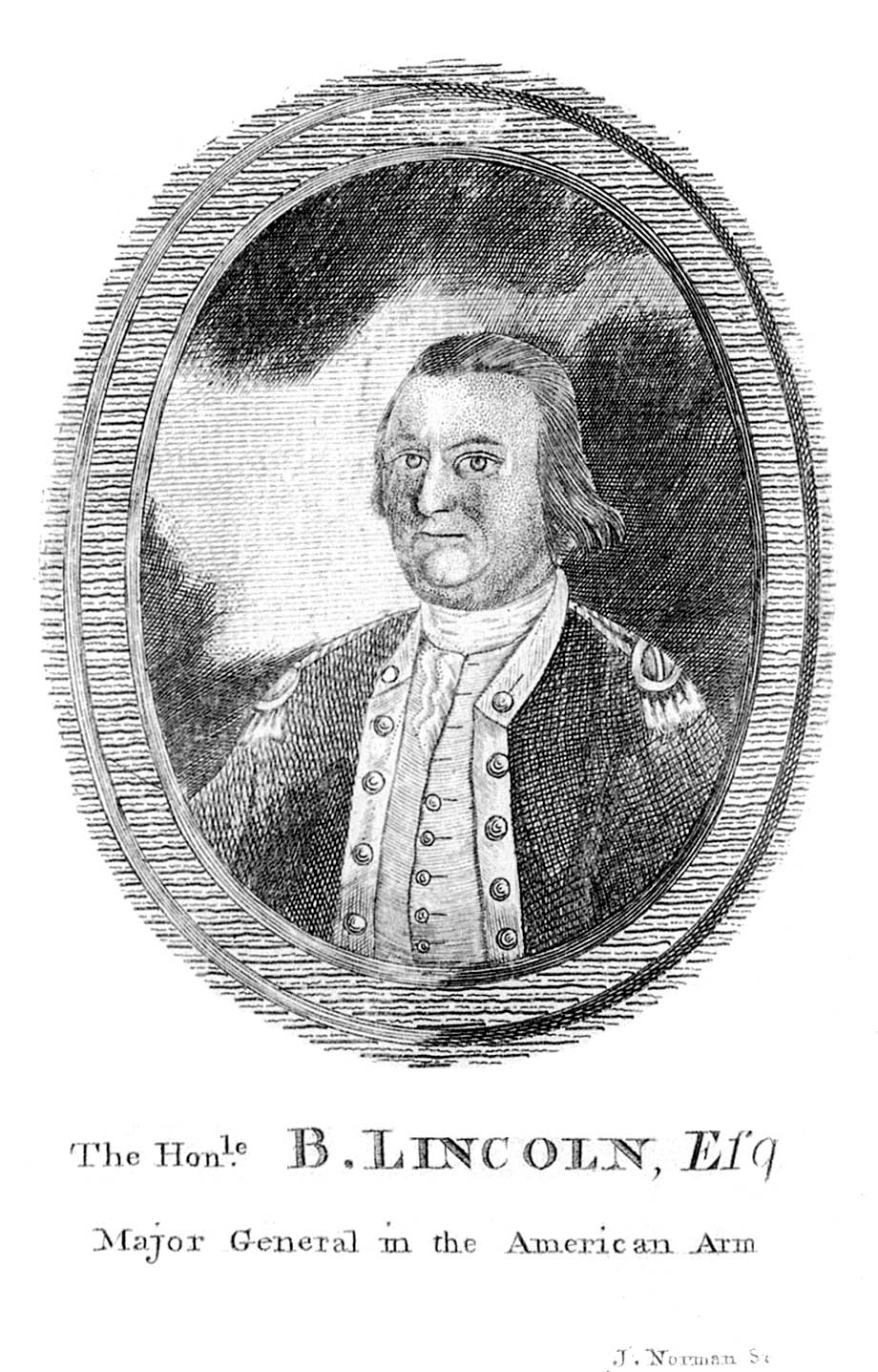
Der ehrenwerte Herr B. Lincoln, Generalmajor in der Amerikanischen Armee. Stich von 1782.
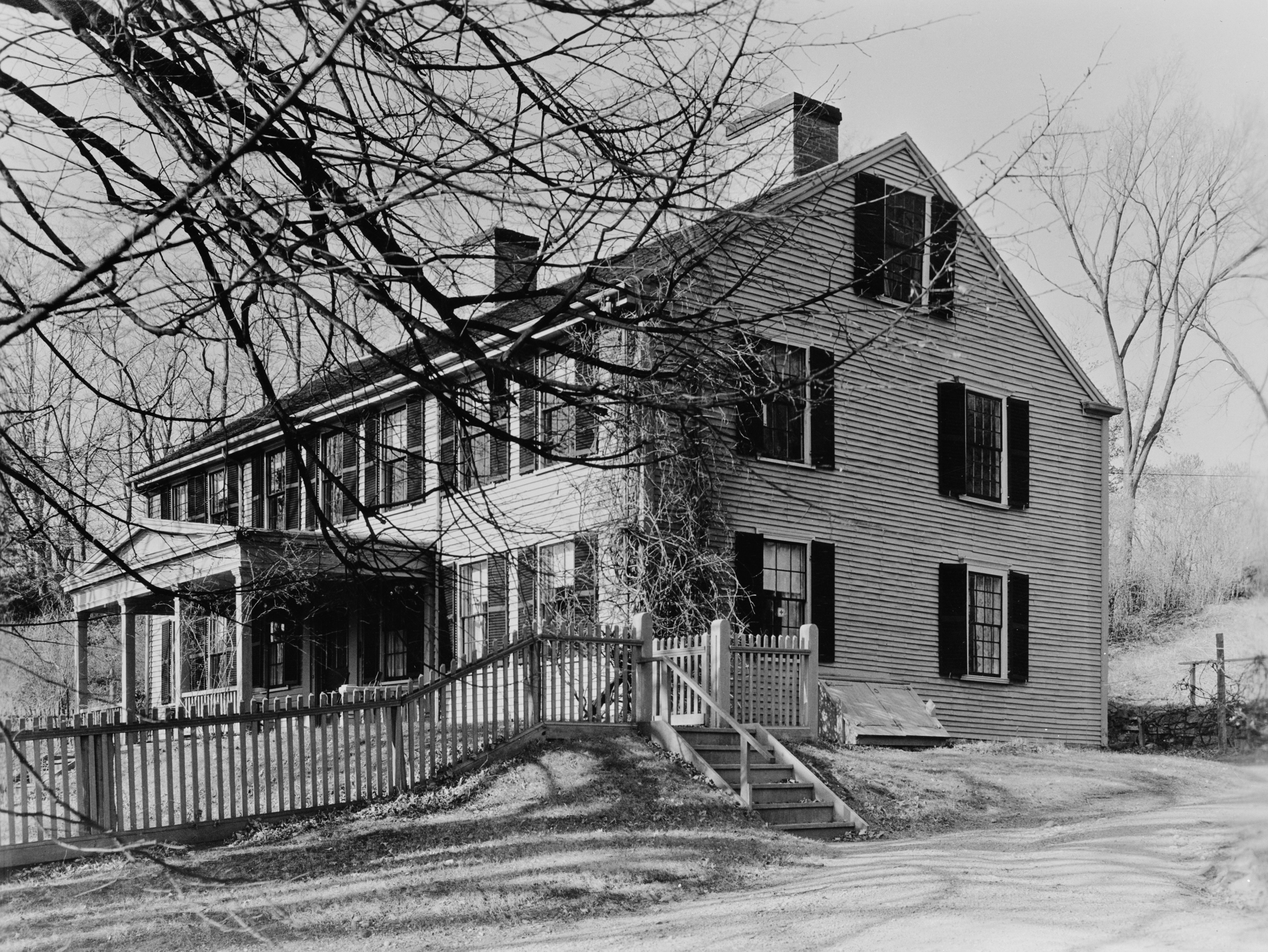
Geburtshaus von General Benjamin Lincoln in Hingham, Massachusetts. Foto von 1936.